# エアフルト連合
エアフルト連合（エアフルトれんごう、ドイツ語: Erfurter Union）は、1849年から1850年にかけてプロイセン王国がドイツ同盟に代わってドイツの国民国家を組成しようとした試みである。

## 概要

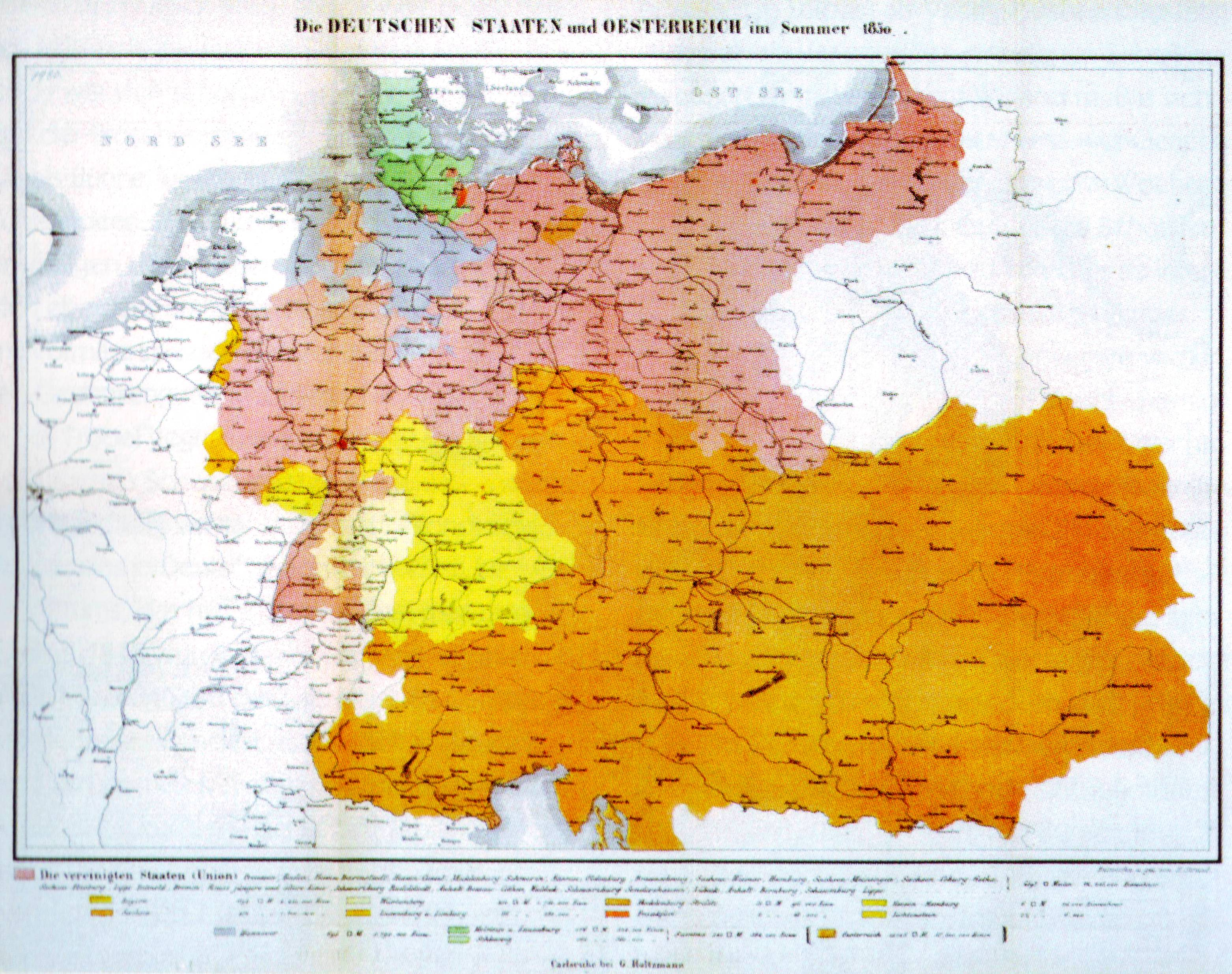
1850年代初頭の連合の範囲（薄い桃色）

プロイセンは、ドイツにおける1848年革命を鎮圧するさなかにおいて、三王同盟（1849年5月）において、他邦に対してこの連邦国家への参加を呼びかけた。エアフルト憲法草案は、フランクフルト憲法を保守的に変化させたものであって、他の諸侯に対してより重要な役割を付与するものであった。
元来、この統一の試みは、「ドイツ国（ライヒ）」の設立を目的としていた。しかしながら、ハノーファー王国やザクセン王国などの重要な創設メンバーが数か月のうちにこの計画から離反したため、1850年2月に創設される連邦国家は、「連合」と改称された。歴史学においては、プロイセンの都市エアフルトにおいてエアフルト連合議会が開かれたことから、「エアフルト連合」と呼称される。
エアフルト連合議会は、1850年3月及び4月に開かれた。連合議会は、憲法草案を採択し、憲法に合意したものとみなされた。しかしながら、自由主義的な改正は、各邦政府に対して勧告されるにとどまった。ただし、プロイセンにおいては、政府内の保守派が憲法草案をリベラルすぎるものとしてみなしていたために、プロイセンは、しばしば、エアフルト連合の政策を追求することについて前向きではなかった。
1850年5月にエアフルト憲法を有効なものとして承認することに同意したのは、26邦中わずか12邦にすぎなかった。1850年秋の危機において、プロイセンは、オーストリア帝国及びロシア帝国の圧力によって、ついにエアフルト連合の政策を放棄せざるを得ないこととなった。翌1851年夏、ドイツ同盟は、旧来の形で再び活動することとなった。

## 名称
1848年から1849年にかけてのドイツ革命期において設立されるドイツ国家は、「ドイツ連邦」（仮中央権力設置に関する法律）又は後に「ドイツ国（ライヒ）」と呼称された。これらの呼称は、その後、エアフルト連合として知られるドイツ統一の試みにおいても用いられた。しかしながら、この問題に関する最も重要な条約である三王同盟規約（1849年5月26日）は、同盟とこれに付随するライヒ憲法についてのみ言及している。三王同盟規約に添付された憲法草案は、そのモデルとされたフランクフルト憲法と同様に、「ドイツ国憲法」（Verfassung des deutschen Reiches）という表題が付されていた。
ハインリヒ・フォン・ガーゲルンの「二重同盟」概念によれば、ドイツの国民国家は、オーストリアとともに、さらに（より広い意味での）連邦を形成することとなった。この二重同盟は、「ドイツ連合」（deutsche Union）と呼称された。しかしながら、1850年2月に「ドイツ国（ライヒ）」（Deutsches Reich）に代わって「ドイツ連合」（Deutsche Union）という正式名称を付与された連邦国家と混同してはならない。他の呼称は、これに合わせて変更された。

## 前史

### 前史

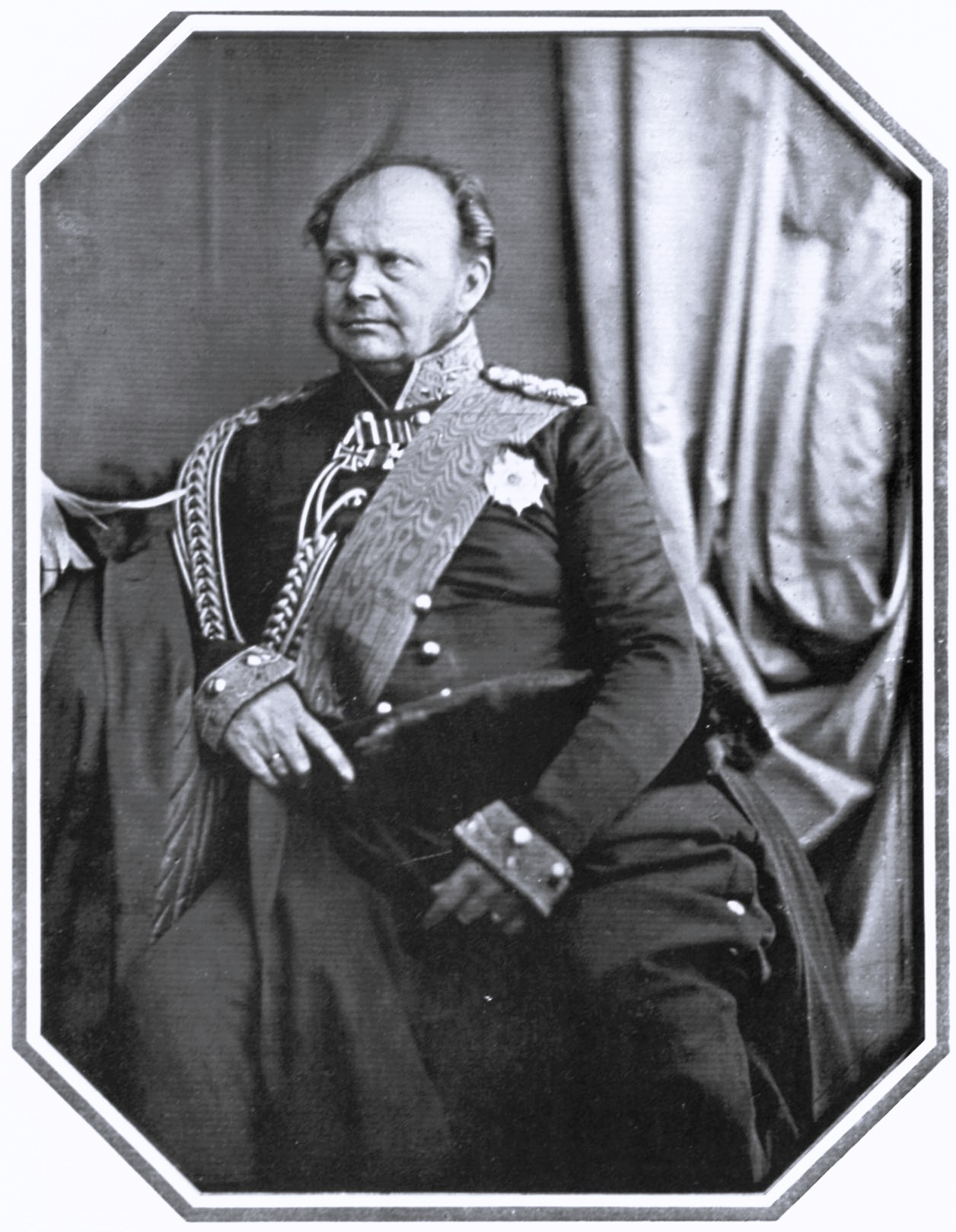
フリードリヒ・ヴィルヘルム4世

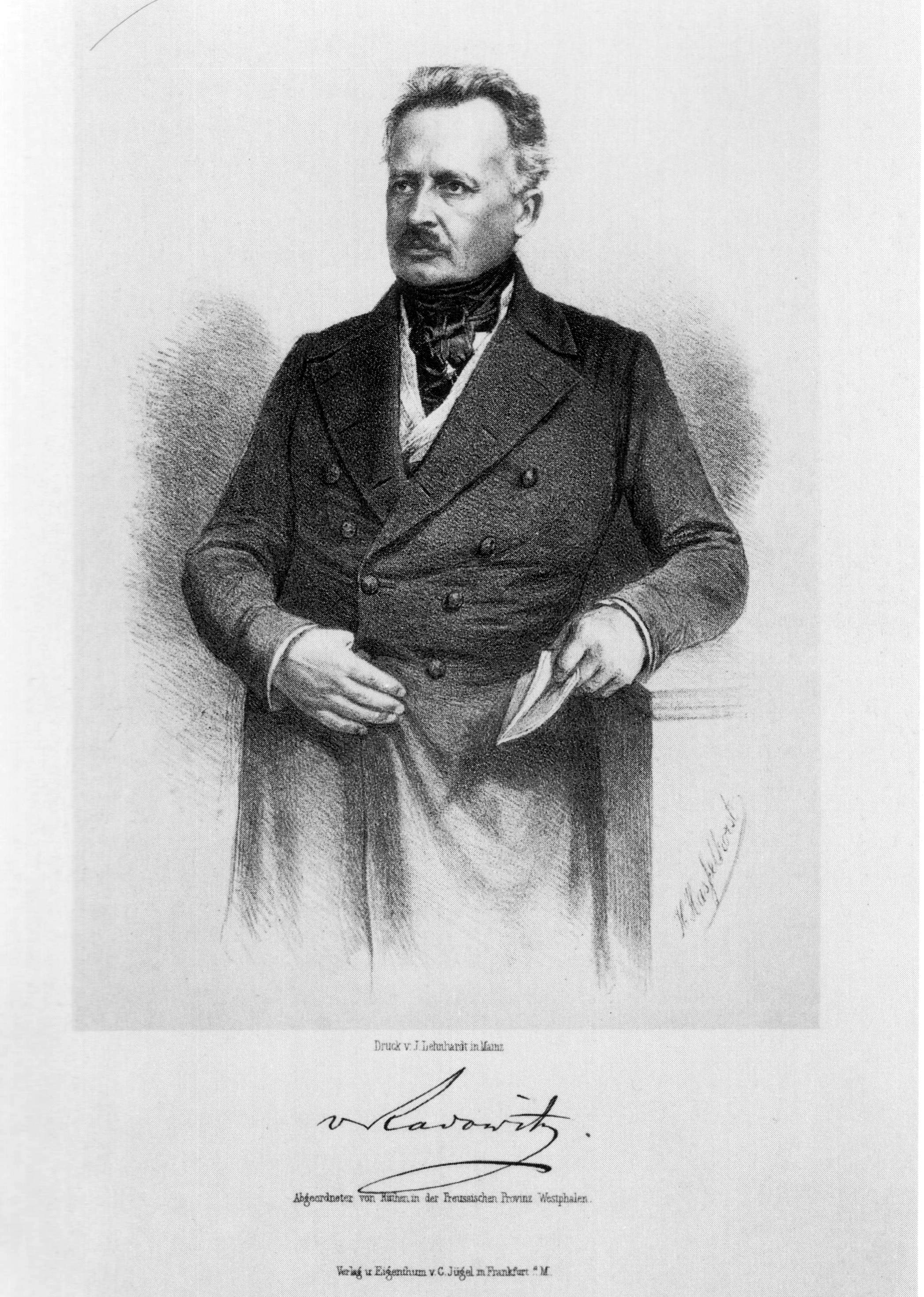
ヨーゼフ・フォン・ラドヴィッツ

ドイツ革命期において、プロイセン王フリードリヒ・ヴィルヘルム4世は、ドイツ連邦国家を統率する用意がある旨のシグナルを繰り返し発信していた。フランクフルト憲法が自由主義者や民主主義者によって決定されたため、彼は、内心ではフランクフルト憲法を拒否していた。また、彼は、より保守的な憲法を望んでおり、「皇帝」という称号を敬遠していた。結局のところ、彼にとって最も重要であったのは、同輩である他のドイツ諸侯の同意を得ることであった。
フランクフルト国民議会において右派に属しながら、プロイセン王に皇帝の称号を付与することに賛同していたヨーゼフ・フォン・ラドヴィッツは、この問題における最も重要な助言者であった。ラドヴィッツの当時の計画は、プロイセン王にとって好都合であったため、ドイツ問題に対して否定的な立場をとることはなかった。1849年4月3日にフリードリヒ・ヴィルヘルム4世が帝位への就任を辞退したときに、彼は、早くも他のドイツ諸邦に対し、連邦国家を統率することを望んでいる旨を通知していた。

### 同盟規約と三王同盟
ラドヴィッツは、自由主義者のライヒ宰相ガーゲルンが提唱する「二重同盟」の計画を基本的に採用した。この計画によれば、プロイセンは、オーストリアを除く他のドイツ諸邦との間でより緊密な連邦を形成することとなっていた（小ドイツ主義）。より緊密な連合体であるこの連邦国家は、その後、さらなる連合体を介して、オーストリア全土と結び付けられる予定であった。5月9日の覚書において、プロイセンは、オーストリアに対し、「同盟規約」を提示した。それによれば、ドイツ連邦国家とオーストリアは、国際法上の不可分の連邦として「ドイツ連合」を設立し、ドイツ同盟に類似するものとして、より多くの権限と単一の執行権が付与されることとなった。すなわち、レーゲンスブルクに本部を置く執行部（Direktorium）においては、オーストリアとドイツ連邦国家とがそれぞれ2名ずつによって代表され、オーストリアが議長の地位を占めることが許されるはずであった。しかしながら、オーストリアは、この「二重同盟」を拒絶したのであった。
5月17日からベルリンにおいて開催された会議においては、プロイセンの他に、ドイツ同盟の他の4王国（バイエルン王国、ヴュルテンベルク王国、ハノーファー、ザクセン）が参加した。プロイセンは、5月26日にザクセン及びハノーファーとの間で三王同盟を締結したが、南ドイツのバイエルン及びヴュルツブルクは参加を拒否した。しかしながら、ザクセン及びハノーファーは、この時すでに、オーストリアを除くドイツ全邦が参加する場合にのみ後の憲法に同意する旨を表明していたのであった。
例えばテューリンゲン諸邦のような小国は、フランクフルト憲法へのコミットメントに依然として拘束されていると考えていた。プロイセン王フリードリヒ・ヴィルヘルム4世が最終的に帝冠を拒絶した後、自由主義者と民主主義者との間の対立が顕在化し、憲法争議による動揺の中で、政府と自由主義者は、連邦政策を受容するに至った。しかしながら、プロイセンは、明らかに勢力の拡大を望んでいたため、懐疑的な声もあり、また、政府がライヒ憲法を突然放棄すれば、テューリンゲンにおいても暴動が発生する可能性があった。
しかしながら、抵抗は、徐々に克服された。まず、1849年7月21日、ヴァイマルのラント議会において、20票対13票で加盟が承認された。最終的に、ザクセン＝コーブルク＝ゴータ公国が加盟したが、そのために、エルンスト2世は、消極的な議会を解散しなければならなかった。エルンスト2世によれば、プロイセン主導の連邦国家のみが、安全保障、国内政策及び経済政策の分野において、ドイツの必要性を充足することができるとしていた。

### エアフルト憲法
1849年5月28日に発表された憲法草案は、わずか2か月前のフランクフルト憲法をほとんどそのまま模倣したものであった、基本権のカタログ（ドイツ国民の基本権）は短縮され、法律の留保によって基本権は部分的に制限され、各邦はより独立性を保つこととされた。とりわけ、皇帝としてのプロイセン王は、その称号を「皇帝」から「連邦首班」へと変更し、立法権への参加を諸侯とともに共有する必要があった。立法権は、プロイセンが6票のうちの1票を有する王侯会議（Fürstenkollegium）が行使した。王侯会議は、フランクフルト憲法のような一時的な拒否権ではなく、絶対的な拒否権を有することとなったことから、法律の成立を完全に阻止することが可能となった。
憲法草案と同時に登場したのは、国民院議員選挙法であった。フランクフルト憲法の国民院議員選挙法が普通選挙、平等選挙、直接選挙を規定していたのに対し、エアフルト連合議会の国民院議員選挙法は、プロイセンよりもさらに厳格な三級選挙法を導入した。さらに、エアフルトを所在地とする仲裁裁判所（Schiedsgericht）に関する規定も発表された。6月11日の覚書は、憲法草案に対する公的解釈を示した。
1850年2月26日、憲法草案に対する追加法が採択された。この改正は、最新の動向を考慮したものであった。「ライヒ」は「連合」と改称され、また、バイエルンが参加しなかったことから議会の議席数が調整された。

## 暫定的な構成

### 連合を構成する邦
1849年12月、南ドイツのホーエンツォレルン州（ホーエンツォレルン＝ヘヒンゲン及びホーエンツォレルン＝ジグマリンゲン）がプロイセンに併合されたことによって、ドイツ全体では36邦が存在していた。このうち、エアフルト連合に加盟しなかったのは8邦であり、オーストリアのほか、バイエルン（1849年5月27日に拒否）、ヴュルテンベルク（同年9月に離脱）、シュレスヴィヒ＝ホルシュタイン、ルクセンブルク＝リンブルク、リヒテンシュタイン、ヘッセン＝ホンブルク、フランクフルトであった。10月20日、ハノーファーとザクセンは、管理委員会（Verwaltungsrat）の決定に反して議会選挙を行ったため、事実上の脱退となった。1849年末までに、エアフルト連合には、プロイセン、ヘッセン選帝侯国、バーデン、ヘッセン＝ダルムシュタット、メクレンブルク、オルデンブルク、ナッサウ公国、ブラウンシュヴァイク公国、ザクセン＝ヴァイマル、ザクセン＝アルテンブルク公国、ザクセン＝コーブルク＝ゴータ、ザクセン＝マイニンゲン公国、アンハルト＝デッサウ、アンハルト＝ケーテン、アンハルト＝ベルンブルク、シュヴァルツブルク、リッペ侯国、ロイス、ヴァルデック侯国、ハンブルク、ブレーメン、リューベックなどが加盟した。
ハノーファーは1850年2月21日まで、ザクセンは同年5月25日まで、それぞれ正式にエアフルト連合に加盟していた。同年6月12日の時点においては、依然として22邦がエアフルト連合に加盟していた。ヘッセン選定侯国、ヘッセン＝ダルムシュタット、メクレンブルク＝シュトレーリッツ及びシャウムブルク＝リッペ侯国は、いずれも欠席した。1850年8月初頭、バーデンは、暫定期間が満了する同年10月15日までに脱退することを決定した。

### 普墺両国の対立における管理委員会

1850年3月〜4月における、エアフルト連合（黄）及び四王同盟（赤）

1849年秋のエアフルト連合

同盟規約において規定されているように、各邦の代表によって構成される「管理委員会」（Verwaltungsrat）が設置された。その主要な任務のひとつは、選挙の準備であった。10月19日には、ライヒ議会の招集について、エアフルトにおいてライヒ議会を開催することを提案した。しかしながら、プロイセンが他邦の代表に対して圧力をかける必要があった11月17日の管理委員会までの間、全会一致の確認を得ることはできなかった。ハノーファー及びザクセンは、選挙を機に、エアフルト連合に対する懸念を表明することとなった。そのため、両邦は、10月9日には、早くも管理委員会への参加を打ち切ることとなった。
1849年3月、オーストリアは、その領土の全てをドイツ同盟に加盟させるという大オーストリア（中欧帝国）の計画を発表していた。オーストリアは、国民議会を拒絶していた。そのため、オーストリアにとっては、旧ドイツ同盟の復活が関心事であった。しかしながら、5月の国民議会終了後も「仮中央権力」が存在していたため、1849年9月30日、オーストリアとプロイセンは、関連する問題で妥協に至った。プロイセンは、ライヒ要塞や、ライヒ艦隊（de:Reichsflotte）などの権限を確保しようとしたが、摂政ヨハン・バプティスト・フォン・エスターライヒは、自らの地位を主張した。9月30日の合意によって、オーストリアとプロイセンによる連邦中央委員会（de:Bundeszentralkommission）が権限を引き継いだ。
これは、ラドヴィッツの考えに適合するものではなかった。なぜなら、プロイセンがドイツ同盟の存続を認めていたからである。しかしながら、プロイセン王は、ドイツ同盟が将来の連邦国家の屋根をなすものとみなしていたため、ドイツ同盟に賛成したのであった。この合意は、革命の終結に貢献したのであった。さらに、プロイセンは、憲法草案を保守的に改正するための時間を得ることとなった（連邦中央委員会は1850年5月1日までに活動を開始することとなっていた）。管理委員会においては、連邦国家とオーストリアとの関係をより明確にすることが可能であったため、ハノーファーなどの中間国が賛成したものの、小国は、国民国家に対する脅威であるとより強く感じていた。
1850年2月27日、オーストリアは、その影響を受けたバイエルン、ザクセン、ハノーファー及びヴュルテンベルクの各王国と四王同盟を締結し、大きな成功を収めた。かくして、旧ドイツ同盟は、オーストリアの全領土を含む連邦の改革（de:Reform des Deutschen Bundes）を経て、再興されることとなった、これが大オーストリア計画である。しかしながら、四王同盟に基づく連邦においては、七邦政府の代表者によって構成される連邦政府（Bundesregierung）と各邦議会において議員が任命される連邦議会とが設置されることになっていた。グンター・マイによれば、このオーストリアと南ドイツの計画は、気まぐれな連邦に対して強力な予備軍を提供したとされている。オーストリア首相フェリックス・ツー・シュヴァルツェンベルクは、戦略的な理由から、間接的に選出される人民の代表を受容することとなった。
1850年2月21日にハノーファーがエアフルト連合から正式に離脱すると、管理委員会は、同年3月4日、連邦仲裁裁判所に対して提訴した。結局のところ、ハノーファー及びザクセンは、プロイセンとの間で条約を締結していたのであった。しかしながら、エアフルト連合が各邦に対して連邦忠誠を強いることができるかどうかについては、疑問とされていた。管理委員会は、1850年5月24日に会議を再開し、暫定的な王侯会議（Fürstenkollegium）の設立を開始した。この王侯会議は、6月12日に開催された。

### エアフルト連合議会
1849年6月末、フランクフルト国民議会の右派の自由主義者がゴータに集まり、三王同盟の憲法草案を議論した。このゴータ会議において、彼らは、連邦国家の妨げとならないようにするために、自らの考えを撤回することとなった。三級選挙法は、富裕層に有利であったため、これを一部受け入れることとなったのであった。
一方、民主主義者は、憲法草案に対して激しく拒絶し、フランクフルトにおいてフランクフルト憲法から逸脱しないことを確約した自由主義者に対して憤慨した。その後、1849年末から1850年初頭にかけてのエアフルト連合議会選挙を民主主義者がボイコットしたため、その結果、投票率は極めて低いものとなった。ボイコットによって、左派の候補者の当選確率が低くなったため、保守派とともに自由主義者が主に当選することとなった。
国民院（Volkshaus）は、1849年11月から1850年1月にかけて、各邦の選挙民によって選出された。一方、連邦院（Staatenhaus）の議員は、各邦によって任命された。連邦院議員の半数は各邦政府によって、他の半数は各邦議会によって、それぞれ任命された。例えば議員が辞職した場合など、必要がある場合には、補欠選挙を行うことが可能であった。
1850年3月20日、議会の開会に際して、ラドヴィッツは、憲法草案を提出し、その審議を求めた。議会の多数派である自由主義者は、この草案を全体として採択し、連邦国家が直ちに憲法を制定して最終的に成立することを望んでいた。一方、保守派は、そして、プロイセン王も突然、この草案をより保守的なものにしようとした。一部の右派や、大ドイツ主義者は、連邦国家を完全に阻止することを企図していた。
しかしながら、自由主義者が優勢となった。議会は、憲法に加えて、自由主義者が提案した修正案をも採択し、各邦政府に対して、修正案に同意するか否かの選択肢を与えた。これは、1850年4月29日に開かれた議会の最後の会議で行われたことであり、その後、議会は休会となった。議会は、未だ6週間弱しか機能していなかったのであった。

### 連合の終焉

1850年秋の危機におけるエアフルト連合（黄）

1850年秋のエアフルト連合

ラドヴィッツは、自らの意思に反して、エアフルト連合議会において憲法の保守的な改正を要求しなければならなかった。エアフルト連合議会において憲法草案が一括して採択されたことは、ラドヴィッツにとって喜ばしいことであったが、保守派の抵抗は依然として強く、オーストリアは連邦議会を復活させようとしており、ロシアはオーストリアに同調する姿勢を示していた。プロイセン内相オットー・テオドール・フォン・マントイフェルを擁するクロイツツァイトゥング党（プロイセン保守党）もまた、連邦の構想に疑問を抱いていた。このように、ラドヴィッツの立場は、影響を受けやすいプロイセン王のみに依存しており、1850年春には、政治的に孤立することとなっていた。
プロイセン王フリードリヒ・ヴィルヘルム4世は、憲法の採択について協議するため、連合を構成する邦の代表者をベルリンに招聘した。1850年5月8日の王侯会議においては、26名の代表者が出席したが、無条件で憲法を受容しようとしたのは、12名のみであった。そのため、エアフルト憲法は、施行されなかった。エアフルト連合は、当分の間、2か月にわたって存続することが決定されたが、この計画はすでに終わりを迎えていた。気まぐれな国王から、プロイセンの支配層、そして失望した自由主義者まで、各方面において、関心が急速に薄れていったのであった。
1850年の夏から秋にかけて、オーストリアは、より多くの邦を自らの背後に引き寄せることが可能となった。9月2日には、復活した連邦議会が開催された。プロイセンとオーストリアとの対立は、苦境に立たされたヘッセン選定侯国の君主フリードリヒ・ヴィルヘルム1世を救済するために連邦の軍隊を派遣した際に頂点に達し、プロイセン軍がヘッセン選定侯国の陸軍道路（プロイセンの東西を結ぶ道路）を守備することとなったために表面化した（ヘッセン選帝侯国憲法争議）。ここにおいてラドヴィッツの時代が到来し、彼は、6週間にわたって外相を務め、プロイセン内閣の一員となった。
しかしながら、11月に危惧された戦争は回避された。その代わりに、オーストリアとプロイセンは再び協力することに合意し、オルミュッツ協定（1850年11月29日）にその旨が明記された。旧ドイツ同盟は完全に復活し、プロイセンは、エアフルト連合の政策を永久的に放棄しなければならなくなったのであった。